# Heartbreaker (Dolly Parton-låt)
"Heartbreaker" är en balladlåt skriven av Carole Bayer Sager och David Wolfert, som Dolly Parton spelade in som titelspår på albumet Heartbreaker 1978. Sången släpptes i juli 1978 som albumets första singel, och toppade USA:s countrysingellistor i mitten av 1978, och var också en 20-i-topp-pophit i USA.

## Listplaceringar
| Lista (1978)                                        | Topplacering |
| --------------------------------------------------- | ------------ |
| Amerikanska Billboard Hot Country Singles           | 1            |
| Amerikanska Billboard Hot 100                       | 37           |
| Amerikanska Billboard Hot Adult Contemporary Tracks | 12           |
| Kanadensiska RPM Country Tracks                     | 1            |
| Kanadensiska RPM Top Singles                        | 41           |
| Kanadensiska RPM Adult Contemporary Tracks          | 1            |